# 池津媛
池津媛（いけつひめ、生没年不詳）は、百済から雄略天皇に貢進された百済王族の娘。適稽女郎（古訓：チャクケイエハシト）とも。

## 人物
雄略天皇二年、天皇は百済から貢進された百済王族の娘・池津媛を宮中に招き入れようとしたところ、池津媛が天皇臣下の石川楯と通じたことに怒り、追手を差し向けて二人を捕縛し、大伴室屋に命じて、二人の手足を木に縛り、桟敷の上に置かせ、火を付けて焼き殺して処刑した。
適稽女郎の「適」を大姓八族の一つである燕氏とみる説があり、「適稽」の「稽」は「適」の語尾K音を送ったもので、これを複姓表記とすれば、適稽女郎は燕氏ゆかりの女性となる。韓国の『斗山世界大百科事典』は、燕氏の始祖及び淵源は不詳である、と説明している。しかし、朝鮮古代史学者の鄭載潤は、燕氏は大姓八族の一つであるため、土着系（＝「純百済人」）とみることもできるが、大姓八族は、百済の建国者である温祚王に付き従った八家であるのに、燕氏は漢城百済が崩壊し、熊津遷都以後に台頭した一族であるため、土着系とみるのは釈然とせず、「燕」という漢姓を使用した点、燕氏が軍事的に台頭した点、燕氏の拠点である錦江は、禰氏（禰嵩、礼塞敦、禰福、禰誉、禰善、禰軍、禰寔進、禰素士、禰仁秀）や陳氏（陳明、陳春、陳徳止、陳微之、陳法子）などの大規模中国人移民コミュニティ存在していた点などを鑑みると、燕氏は中国人移民の可能性がある、と指摘している。朝鮮古代史学者の李弘稙や金栄官は、燕氏を錦江流域の土着系とみる見解もあるが、百済に移住した帯方郡に土着化していた中国人とみるのが妥当とする。金栄官は、燕氏は熊津時代に活発に活動したが、泗沘遷都後の聖王十八年（540年）以後姿を消し、武王八年（607年）に燕文進が登場し、隋に使臣として赴くなど燕氏は活動を再開した。百済は、対中国外交には中国系人士が有利であるため、中国系を起用しており（張威、張茂、高達、会邁、慕遺、楊茂、王茂、張塞、陳明、王辯那、王孝隣）、燕文進の出自が中国系であるため、隋の使臣に起用された、と指摘している。